# Purgatoriu

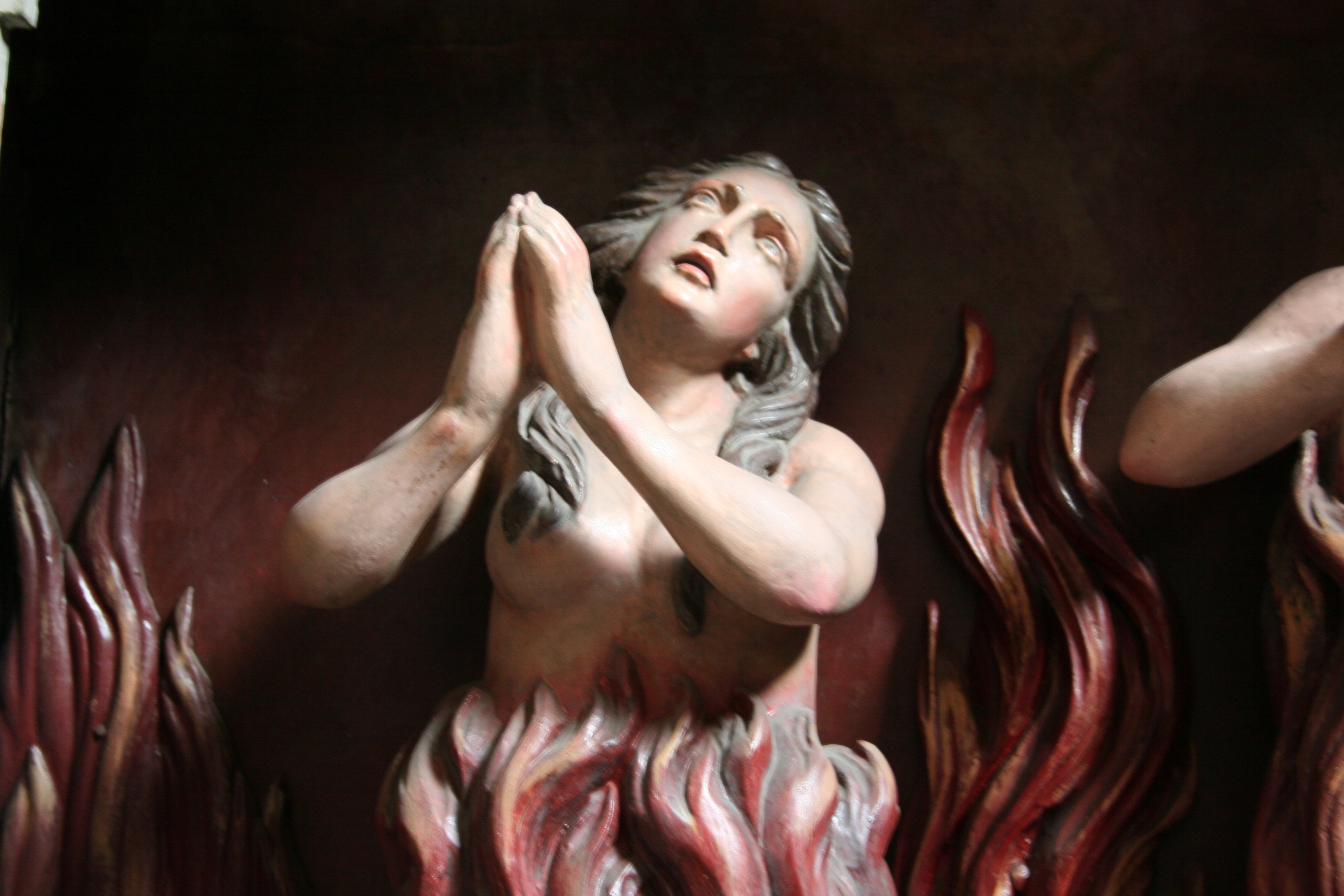
Purgatoriu

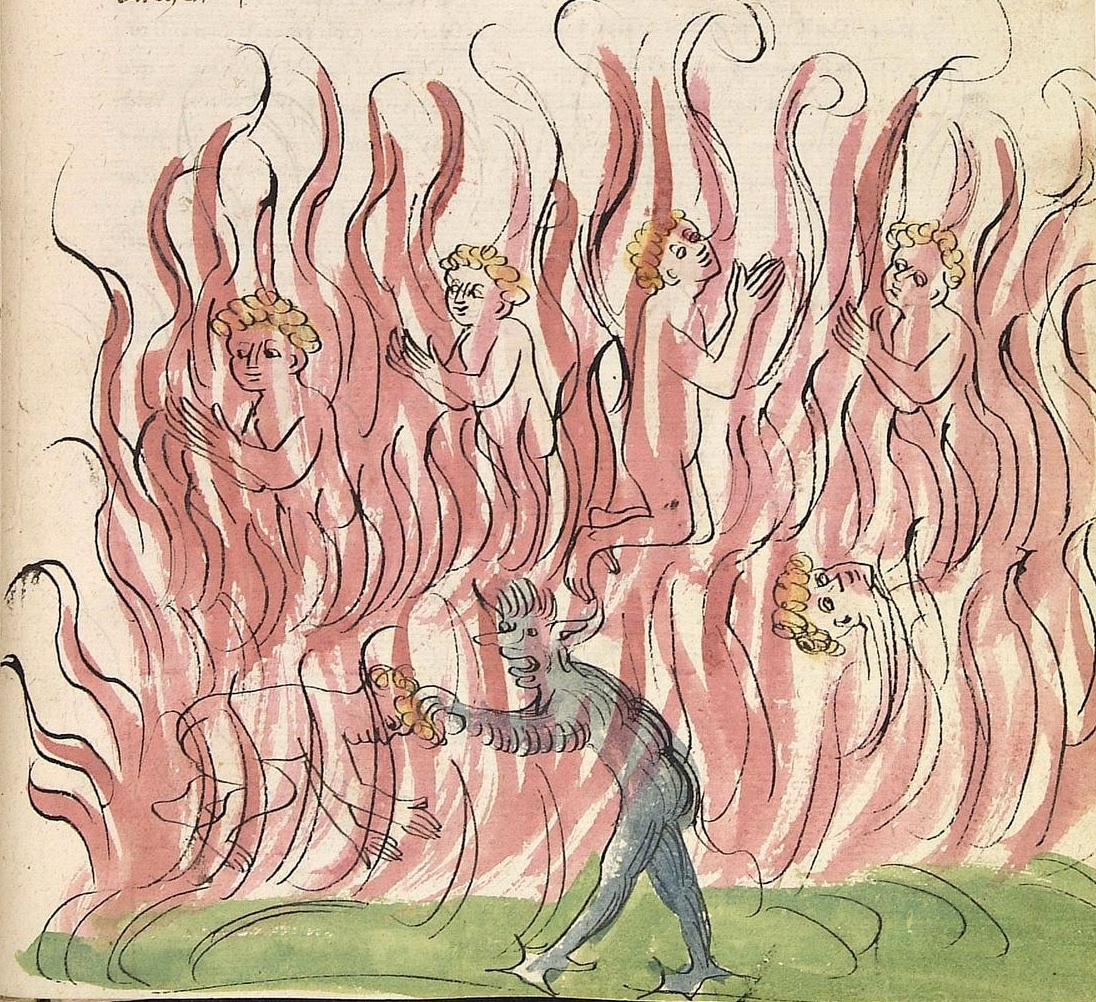
Purgatoriu

Purgatoriu (provine din latină: purgatorium) este, în credința romano-catolică, un loc de curățare prin foc a sufletelor păcătoase, înainte de a avea acces în paradis. În ortodoxie, purgatoriul este echivalent într-o oarecare măsură cu iadul, tot un loc unde păcatele se “curăță” cu foc..

## Istoric
Focul în Evul Mediu era considerat un mijloc de curățire a păcatelor. După Tertullian (ca. 150–220), "refrigerium interum", "refrigerium" era considerat ca sânul lui Avraam. Sufletele după părerea lui în "refrigerium" nu suferă, ci ele așteaptă acolo Judecata de Apoi. În secolul al VI-lea, Papa Grigore I cel Mare caută să precizeze imaginea purgatoriului și să-l integreze în procesul de ispășire a păcatelor.
În catehismul publicat în 1992 este aprobată de Papa Ioan Paul al II-lea versiunea despre purgatoriu al papei Grigore I cel Mare: trebuie să se creadă că înaintea Judecății de Apoi, există o posibilitate de ispășire a păcatelor mai mici.
În religia ortodoxă nu este recunoscut purgatoriul, acesta fiind unul din motivele pentru care a eșuat sinodul al doilea din Lyon din 1274. Teologii religiei evanghelice resping, de asemenea, teoria existenței purgatoriului. În evul mediu, purgatoriul apare în operele unor pictori sau graficieni, ca și în renumita operă Divina Comedie (Purgatoriul) a lui Dante Alighieri.
Cei care mor conform teologiei catolice în harul și prietenia lui Dumnezeu dar imperfect purificați, deși ar fi siguri de mântuirea veșnică, ar suferi după moarte o purificare ca să dobândească sfințenia necesară pentru a intra în bucuria cerului.
Biserica Catolică numește Purgatoriu această purificare finală a celor aleși, care este cu totul deosebită de pedeapsa celor osândiți. Biserica Catolică a formulat învățătura de credință despre Purgatoriu mai ales la Conciliile din Florența și din Trento. Tradiția Bisericii Catolice, făcând referință la anumite texte din Scriptură, vorbește despre un foc purificator: cu privire la anumite greșeli ușoare, catolicii trebuie să creadă că există înainte de judecată un foc purificator, după cum afirmă evanghelia, spunând că dacă cineva a hulit împotriva Duhului Sfânt nu i se va ierta nici în veacul acesta, nici în veacul viitor (Mt. 12,31). Din această afirmație Biserica Catolică deduce că anumite greșeli pot fi iertate în veacul acesta, iar altele, în veacul viitor.
Această învățătură se întemeiază și pe practica rugăciunii pentru cei morți, despre care vorbesc apocrifele din Biblie: „De aceea (Iuda Macabeul) a pus să se facă pentru cei morți jertfa de ispășire, ca să fie dezlegați de păcat” (2 Mac 12,45). Încă din primele timpuri, Biserica Catolică a cinstit amintirea celor morți și a oferit sufragii pentru ei, îndeosebi Jertfa Euharistică, pentru ca, purificați, să poată ajunge la vederea fericitoare a lui Dumnezeu. Biserica Catolică recomandă și pomana, indulgențele și faptele de pocăință în favoarea celor răposați.